# Castillo de Tordehumos
El castillo de Tordehumos se encuentra en la población de Tordehumos, provincia de Valladolid (Castilla y León, España). En la actualidad todavía se pueden ver los restos del castillo.

## Descripción

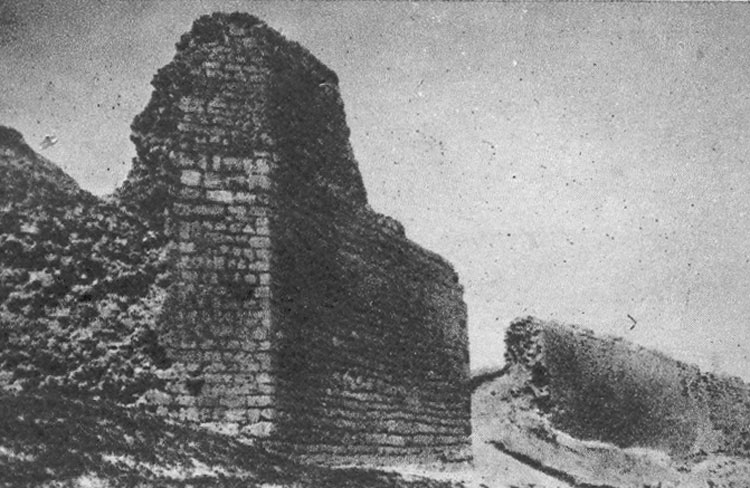
Imagen antigua del castillo

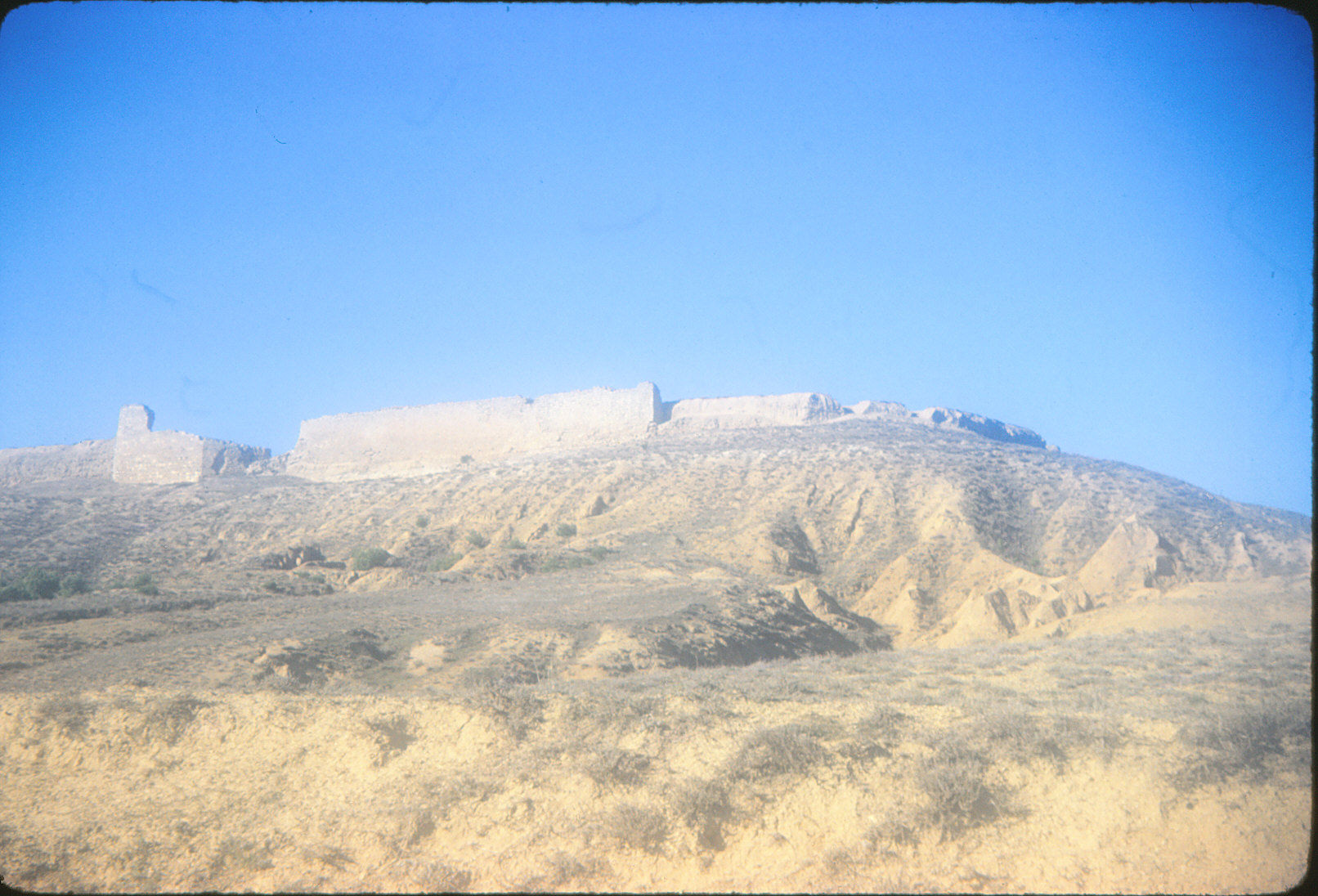
El castillo en 1981

En torno al año 1184 ya tenemos noticias del primer tenente, Fernando Moro, por lo que la construcción podría ser inmediatamente anterior. Una década después, en 1194, sería lugar del sellado del Tratado de Tordehumos.
Quedan sólo los restos de algunos de sus muros exteriores, ubicados en lo alto de un pequeño cerro, desde el cual se divisan en los días claros amplias panorámicas, llegando incluso a verse la cordillera Cantábrica.
Se datan unas obras en la fortaleza en el año 1745 que dan a entender la ruina de la fortaleza debido al abandono de la misma. La mejor descripción de la fortaleza la realiza Ventura García Escobar en el Semanario Pintoresco Español del 15 de abril de 1845.
En 2018 se realizaron diversas reparaciones en el castillo.